# Marija Iowlewa
Marija Wiaczesławowna Iowlewa (ros. Мария Вячеславовна Иовлева, ur. 18 lutego 1990) – rosyjska niepełnosprawna biegaczka narciarska i biathlonistka. Mistrzyni paraolimpijska w biathlonie.

## Medale igrzysk paraolimpijskich

### 2010
- Biathlon – 10 km – osoby na wózkach
- Biathlon – 2,4 km – osoby na wózkach